# Cifra Club
O Cifra Club é uma plataforma online colaborativa criada pela Studio Sol, empresa brasileira também responsável pelas plataformas Palco MP3 e Letras.mus.br. 
Surgiu em 1996 com o objetivo de ser um site de compartilhamento de cifras de músicas. À medida que o número de usuários foi crescendo, os objetivos se ampliaram e a página evoluiu para uma plataforma online de conteúdo musical, sendo hoje o maior site de ensino de música do Brasil.
O Cifra Club tem mais de 500 mil cifras disponíveis para acesso e mais de 70 estilos musicais. A expansão da marca ocorreu devido a vários fatores, cabendo destacar o aumento do uso de internet em desktop e dispositivos eletrônicos móveis por todo o Brasil e as parcerias construídas com o tempo, com empresas de peso do mercado da tecnologia e da música.

## História
O Cifra Club é o 1º site de cifra musical do Brasil . O produto surgiu no dia 15 de novembro de 1996, em São Lourenço, cidade do sul de Minas Gerais. Gabriel Fernandes, seu primeiro fundador, estava aprendendo a tocar violão e resolveu criar uma página na internet para postar 30 músicas que ele tinha em sua pasta de cifras. Com o tempo as pessoas descobriram o site e gostaram, compartilhando cifras na página.
Quatro anos depois, o estudante de publicidade e também músico Samuel Vignoli entrou como sócio. A partir disso, os dois trabalharam no redesign do site, o que gerou crescimento para o produto e rendeu até prêmios. Este fato marcou o surgimento da empresa de tecnologia Studio Sol, empresa responsável pelo Cifra Club.
Devido ao número de visitas diárias ao site, os fundadores perceberam a necessidade de que a plataforma se adaptasse à sua grande demanda, transformando-a assim em um modelo colaborativo. O Cifra Club ficou conhecido pela comunidade de músicos e pessoas que tinham interesse em aprender um instrumento musical. 
Em 2003 a Studio Sol criou novos produtos que funcionavam dentro do Cifra Club, foi o Guitar Battle (atualmente inativo) e o Forme sua Banda; em 2004 ela criou o Fórum Cifra Club. São produtos que, de certa forma, trouxeram e até hoje trazem novos públicos para o Cifra Club.
No dia 30 de maio de 2008, o Cifra Club publicou sua primeira videoaula, atitude que mudou os rumos do ensino de música no Brasil. Foi uma aula da música "O Passageiro", da banda brasileira Capital Inicial, publicada no YouTube. Desde então o material publicado pelo Cifra Club só foi crescendo e hoje possui mais de 3 mil aulas e mais de 4.100 vídeos. Seu canal conta com mais de 4,5 milhões de inscritos.
Pensando nas dificuldades enfrentadas por quem toca instrumentos musicais, em 2011 as implementações continuaram e o Cifra Club inaugurou sua presença mobile por meio de aplicativos. O Afinador Cifra Club  foi o primeiro aplicativo criado e teve sua primeira publicação realizada pela App Store. Ele torna possível afinar gratuitamente o violão por meio do aplicativo instalado no smartphone. 
Em 2016 o Cifra Club completou 20 anos  de presença no mercado fonográfico brasileiro, auxiliando músicos profissionais, amadores e aprendizes a tocarem instrumentos com mais e mais qualidade e expertise. A comemoração foi marcada por um site feito especialmente para a data, que ficou disponível para acesso por alguns meses para que as pessoas pudessem ver os depoimentos que receberam de artistas e bandas do Brasil inteiro, músicos profissionais ou que tocam por paixão pela música.
No ano seguinte, em 2017, o Cifra Club inovou com dois lançamentos diferentes de subprodutos: o curso Como Aprender a Tocar Violão , o primeiro curso com aulas sequenciadas e módulos iniciais que a plataforma possui; e o jogo A Palheta Perdida , que é um game feito para aprender os acordes do violão por meio de uma dinâmica lúdica e inovadora.

## Canal no YouTube
A criação do canal no YouTube para postar videoaulas foi um grande passo rumo a uma didática inovadora  e que facilitasse o aprendizado para os brasileiros que tinham interesse em aprender a tocar um instrumento musical. Violão , guitarra, baixo e bateria são os instrumentos ensinados no canal, além das aulas de canto. Outros conteúdos também são disponibilizados, como vídeos de entretenimento, técnicas relacionadas aos instrumentos, curiosidades e vários outros assuntos.
A didática das aulas do Cifra Club foi se desenvolvendo ao longo do tempo, à medida que os usuários davam retorno sobre os conteúdos publicados. A comunidade do Cifra Club se mostra até hoje bem envolvida com a causa da plataforma, democratizar o ensino de música por todo o país, e assim gera comentários frequentes nos diversos canais que a marca se mostra presente. 
Em 2010 a equipe de instrutores  aumentou, reforçando o time de apoio às aulas teóricas de violão e guitarra. No ano seguinte as novidades continuaram e foram incluídas aulas de baixo e bateria, ampliando o espectro de ensinamentos que o canal da marca oferece. Em 2012 surgiram as aulas de canto , justamente para complementar o plano de estudo da música que o Cifra Club busca proporcionar.

## Cifra Club News
Criado em 2009, o Cifra Club News  surgiu para ser uma extensão do conteúdo do Cifra Club, porém com cunho jornalístico. Nele são publicadas notícias sobre o mundo da música brasileira e internacional, principalmente as relacionadas aos estilos mais buscados pelo público do Cifra Club. 
Novidades sobre o mercado musical, fatos da vida de artistas e tendências dos instrumentos musicais, lançamentos de discos e singles, curiosidades sobre a presença da música no dia a dia das pessoas, cobertura de shows, especiais do mercado fonográfico, entrevistas com artistas e várias outras matérias são encontradas no Cifra Club News.

## Como Tocar Violão
Lançado em 2017, é o curso online e 100% gratuito do Cifra Club , no qual as aulas estão ordenadas por módulos que vão do iniciante ao avançado. As videoaulas são dadas pelos instrutores do Cifra Club, músicos profissionais que estão no canal do YouTube da marca há anos e que grande maioria da comunidade já conhece. 
Os conteúdos são disponibilizados com um intervalo de tempo suficiente para o aluno estudar e colocar em prática o que assistiu, até chegar o próximo vídeo. As aulas possuem didática diferenciada visando um aprendizado mais lúdico, para que o aluno justamente exercite de maneira mais leve o ouvido, a montagem dos acordes, independência dos dedos e várias outras práticas.

## Jogo A Palheta Perdida
No ano de 2017 o Cifra Club lançou seu primeiro jogo online, A Palheta Perdida . Feito para promover a musicalização de pessoas de todas as idades, inclusive de crianças, o jogo é divertido e educativo, ajuda a decorar os acordes, treinar o ouvido e refinar a percepção musical dos jogadores. 
A Palheta Perdida é um game dividido em mundos para o usuário ir destravando os acordes à medida que aprende a montá-los e identificá-los nos exercícios ao longo do jogo. A trajetória do jogador é percorrida junto com algum instrutor, que ajuda a destravar itens da lojinha do game. Ele se encontra disponível para Android e iOS, tanto para smartphones como para tablets.

## Aplicativos Cifra Club
Em 2011 foi lançado o primeiro aplicativo, o Afinador é um software desenvolvido para facilitar a vida de quem toca um instrumento de corda, como violão, guitarra ou baixo. Ele é utilizado para afinar o instrumento, manutenção importante para que as notas saiam no tom que elas precisam sair ao se tirar uma música. Encontra-se disponível tanto na Google Play Store quanto App Store. 
Também em 2012 foi lançado o aplicativo Metrônomo do Cifra Club, dispositivo criado para auxiliar o usuário sempre que ele for estudar música ou tocar um instrumento musical para um público. A ferramenta conta e marca pulsações rítmicas através de sinais sonoros e também visuais. Ele pode ser baixado tanto pela Google Play Store quanto App Store. 
Disponibilizado em 2014 para ser utilizado em aparelhos iOS ou Android, o aplicativo do Cifra Club foi desenvolvido para facilitar o acesso do usuário às funções que o site oferece. Ações como buscar por todos os artistas, cifras e tablaturas do site; assistir às videoaulas disponíveis no canal do Cifra Club, acompanhar os conteúdos que estão no top 100 dentre outras opções são possíveis de serem realizadas pelo site. 

## Forme sua banda
Desde 2001 o Forme sua banda funciona dentro do Cifra Club  como um ponto de encontro de músicos de todo o Brasil. Ele reúne pessoas que desejam montar um grupo musical, fazendo com que elas possam trocar contatos entre si. O perfil de cada usuário possibilita ter telefone e e-mail para contato, descrição da experiência, localização, influências musicais e qual tipo de equipamento possui.

## Fórum Cifra Club
Em 2004 o Fórum Cifra Club surgiu e já foi um dos maiores fóruns de discussão online sobre música no Brasil. Ele continua em atividade, reunindo pessoas de todo o país que desejam conversar sobre as dúvidas mais comuns que surgem relacionadas ao universo musical, como dicas para se tocar certo instrumento ou como conservá-lo. 
Com mais de 120 mil usuários cadastrados, mais de 300 mil tópicos criados e ultrapassando os 7,8 milhões de posts no ar, alguns artistas famosos já responderam perguntas levantadas no Fórum Cifra Club, como os guitarristas da banda Nenhum de Nós e o guitarrista Marcão  que já tocou no Charlie Brown Junior. 

## Prêmios e citações de destaque
1- Vencedor durante 6 anos consecutivos, entre os anos de 2001 e 2006 do Prêmio iBest, concurso que premiava websites e profissionais que fizeram história na internet do Brasil. Venceu nas categorias Temas e Variedades; Música; Pessoal Entretenimento. 
2- Em 2015, o Cifra Club foi considerado um dos melhores aplicativos pela Google Play. 
3- Em 2015 o canal do Cifra Club no YouTube recebeu uma placa pelo marco histórico de 1 milhão de inscritos.